# Bicos
Bicos is een plaats (freguesia) in de Portugese gemeente Odemira en telt 649 inwoners (2001).